# Хорватия на «Евровидении-1997»
Хорватия участвовала в сорок втором выпуске телевизионного конкурса Евровидение-1997, который состоялся 3 мая в театре "Пойнт" в Дублине, Ирландия. Страну представляла девчачья группа E.N.I. с песней Probudi me ("Разбуди меня"), написанной Давором Толей и Алидой Шарар. По итогам голосования она заняла 17-е место из 25, заработав 24 очка. Тем не менее, Probudi me стала предшественницей хорватской заявки на Евровидение-1998 Neka mi ne svane в исполнении Даниэлы Мартинович. Конкурс был показан HRT на канале HRT 1 с комментариями Александара Костандинова. Глашатаем, объявлявшим очки Хорватии в финале, был Давор Мештрович.

## Предыстория
К моменту своего участия на конкурсе 1997 года Хорватия, как независимая страна, четырежды выступала на Евровидение с момента своего дебюта в 1993 году. После первых двух попыток стране удалось впервые финишировать в десятке лучших на Евровидение-1995, когда группа Magazin и певица Лидия Хорват-Дунько заняли шестое место с песней Nostalgija. В 1996 году Хорватии удалось пройти аудиоквалификационный раунд, введённый Европейским вещательным союзом для ограничения количества желающих принять участие в конкурсе стран. По итогам финального концерта в Осло Хорватия достигла лучшего результата, заняв четвёртое место с песней Sveta ljubav в исполнении Майи Благдан.

## До «Евровидения»

### Dora 1997
Хорватский вещатель HRT отвечает за организацию отбора заявки на Евровидение и трансляцию конкурса. Для участия на Евровидение-1997 HRT организовало традиционный национальный отбор под названием Dora, впервые введённый в 1993 году. Dora 1997 состоялась 9 марта в отеле Кварнер в Опатии. Ведущим был Людевит Гргурич Грга. Как и в прошлый раз двадцать заявок было представлено, а победитель определялся голосами жюри из двадцати городов Хорватии. Среди конкурсантов присутствовали поп-рок-группа Novi Fosili, представители Югославии на Евровидение-1987, группа Magazin, представители Хорватии на Евровидение-1995 и певица Майя Благдан, представлявшая Хорватию на Евровидение-1996.
| Порядковый номер | Исполнитель        | Название песни          | Очки | Место |
| ---------------- | ------------------ | ----------------------- | ---- | ----- |
| 1                | Тайана             | Povedi me               | 0    | 19    |
| 2                | Ксения Соботинчич  | Nemamo to pravo         | 6    | 17    |
| 3                | Оливер Драгоевич   | Lučija                  | 62   | 8     |
| 4                | Bay Bis            | Boje ljubavi            | 0    | 19    |
| 5                | Бранка Б.          | Našoj ljubavi           | 4    | 18    |
| 6                | Magazin            | Opium                   | 64   | 7     |
| 7                | Ивана Плечингер    | Zora                    | 52   | 9     |
| 8                | E.N.I.             | Probudi me              | 170  | 1     |
| 9                | Донна Арес         | Zadnja noć              | 48   | 12    |
| 10               | Петар Грашо        | Idi                     | 161  | 2     |
| 11               | Лидия Баюк         | Zora djevojka           | 79   | 5     |
| 12               | Лана Ценчич        | Ti si super, ti si mrak | 7    | 16    |
| 13               | Brešković Brothers | Voljet ću te vječno     | 52   | 9     |
| 14               | Novi Fosili        | Vrijeme                 | 52   | 9     |
| 15               | Минеа              | Magla                   | 27   | 14    |
| 16               | Майя Благдан       | Za nas                  | 134  | 3     |
| 17               | Лео                | Moje nebo               | 66   | 6     |
| 18               | Дражен Жанко       | Zamantan                | 23   | 15    |
| 19               | Иван Микулич       | Proljeće                | 36   | 13    |
| 20               | Ана Нижетич        | Ti                      | 117  | 4     |

## На «Евровидении»
В 1997 году Европейский вещательный союз внёс изменения в правила касательно квалификации стран. Согласно новым правилам, к конкурсу допускаются страна-победительница Евровидение-1996 и страны, имевшие высокий средний балл за предыдущие четыре конкурса. Средний балл Хорватии за предыдущие участия составил 61,75 баллов, что позволило допустить их к участию. Перед конкурсом РТЭ объявило, что Хорватию букмекеры номинировали на шестое место из 25. Во время конкурса E.N.I. выступали под номером 23 между Францией и Великобританией. Несмотря на современное тин-поп звучание и тот факт, что хорватская песня была одной из немногих заявок, обходившихся без участия дирижёра и оркестра, группе E.N.I. не удалось оправдать букмекерские прогнозы. По итогам голосования они заняли 17-е место из 25, заработав 24 очка. Несмотря на скромный результат, Хорватии удалось пройти квалификацию на Евровидение-1998. 12 очков хорватское жюри присудило стране-победительнице, Великобритании и 0 очков присудило России. Россия также присудила Хорватии 0 очков.

### Голосование
| Очки      | Страна                      |
| --------- | --------------------------- |
| 12 баллов |                             |
| 10 баллов |                             |
| 8 баллов  | - Мальта                    |
| 7 баллов  |                             |
| 6 баллов  |                             |
| 5 баллов  | - Швеция                    |
| 4 балла   | - Кипр                      |
| 3 балла   | - Польша                    |
| 2 балла   | - Босния и Герцеговина      |
| 1 балл    | - Великобритания - Германия |

| Очки      | Страна               |
| --------- | -------------------- |
| 12 баллов | Великобритания       |
| 10 баллов | Италия               |
| 8 баллов  | Мальта               |
| 7 баллов  | Греция               |
| 6 баллов  | Ирландия             |
| 5 баллов  | Германия             |
| 4 балла   | Кипр                 |
| 3 балла   | Словения             |
| 2 балла   | Венгрия              |
| 1 балл    | Босния и Герцеговина |